# Pierre Le Gloan
Pierre Le Gloan (6 de janeiro de 1913 – 11 de setembro de 1943) foi um aviador e ás da aviação francês durante a Segunda Guerra Mundial. Com uma prestação de serviço única, ele abateu aviões contra aviões alemães, italianos e britânicos. Ele faleceu devido a um acidente aéreo durante uma aterragem, em setembro de 1943.